# Флаг Нижнебаканского сельского поселения
Флаг муниципального образования Нижнебака́нское сельское поселение Крымского района Краснодарского края Российской Федерации — опознавательно-правовой знак, служащий официальным символом муниципального образования.
Флаг утверждён 2 сентября 2010 года и внесён в Государственный геральдический регистр Российской Федерации с присвоением регистрационного номера 6447.

## Описание
«Прямоугольное полотнище с отношением ширины к длине 2:3, воспроизводящее композицию герба Нижнебаканского сельского поселения в зелёном, жёлтом, синем и белом цветах».
Геральдическое описание герба гласит: «В поле, дважды скошенном наклонно-зубчато золотом, зеленью и выложенном валунами разной величины камнями серебряном поле, в золоте — лазоревая с зелёными листьями виноградная гроздь; в зелени — смещённый вправо бьющий из серебряного зубца серебряный фонтан о шести струях».

## Обоснование символики
Флаг Нижнебаканского сельского поселения Крымского района языком символов и аллегорий отражает исторические, культурные и экономические особенности района.
Зелёная пилообразная (в виде зазубрин) перевязь аллегорически указывает на предгорья Главного Кавказского хребта, у которого расположены земли поселения. Четыре горные вершины указывают на четыре населённых пункта в составе поселения.
Зелёный цвет — символ плодородия, гор и лесов, природного изобилия, спокойствия, здоровья и вечного обновления.
Жёлтый цвет (золото) — символ урожая, богатства, стабильности, уважения и интеллекта, подчёркивает плодородие и достаток Нижнебаканского сельского поселения Крымского района.
Изображение виноградной грозди указывает на богатые виноградниками земли поселения.
Синий цвет символизирует честь, искренность, добродетель, возвышенные устремления.
Изображения фонтана аллегорически указывает на святой источник с чистыми родниковыми водами, находящийся на территории поселения, а также на предприятие по розливу и фасовке природной родниковой воды на базе имеющихся в недрах поселения природных родниковых источников.
Нижняя серебряная, мурованная чёрным (в виде камней) часть аллегорически указывает на недра поселения богатые известняком, цементным мергелем.